# منطقه سات‌ارک لندن
منطقه سات‌ارک لندن (به انگلیسی: London Borough of Southwark) (تلفظ: ‎i‎/ˈsʌðərk/‎) یک منطقه در بریتانیا است که در لندن بزرگ واقع شده‌است.
این منطقه ۲۸٬۸۵ کیلومتر مربع مساحت و ۲۷۸٬۰۰۰ نفر جمعیت دارد.

## خواهرخوانده
شهرهای لانگنهاگن و کلیشی، او-دو-سن خواهرخوانده‌های منطقه ساوت‌وارک لندن هستند.